# Karla LaVey
Karla Maritza LaVey (San Francisco, Kalifornija, srpanj 1952.) američka je okultistica, koja je bila vrhovna svećenica Sotonističke crkve (eng. Church of Satan). Osnovala je religijsku organizaciju koja je znana kao Prva sotonistička crkva (eng. First Satanic Church).
Rođena je 1952. godine u San Franciscu, Kalifornija, SAD. 
Njezini su roditelji bili Anton Szandor LaVey (osnivač Sotonističke crkve) i njegova supruga Carole Lansing.
Karla je polusestra glazbenice i okultistice Zeene, koja je neko vrijeme bila sotonistička vrhovna svećenica, ali se odrekla sotonizma i prihvatila budizam. Karlin je polubrat Satan Xerxes Carnacki LaVey.
Tijekom 1970-ih Karla je bila veoma dobra prijateljica glumca i glazbenika Alicea Coopera, kojeg je predstavila svome ocu.
Godine 1979. Karla je otišla u Amsterdam kako bi privukla ljude u Europi da se pridruže Sotonističkoj crkvi. Tada je postala vrhovna svećenica. Pojavila se u filmu Satanis.
Godine 1997. Karlin je otac umro, a Karla i Blanche Barton, nevjenčana supruga Karlina oca, objavile su da će zajedno voditi Crkvu i biti njezine svećenice. Međutim, Karla je ušla u sukob s "maćehom" zbog nasljedstva te je osnovala svoju vlastitu sotonističku organizaciju.